# 774-es busz (2018–2023)
A 774-es számú elővárosi autóbusz Budapest, Kelenföld vasútállomás és Nagysáp, autóbusz-forduló között közlekedett. A járatot a Volánbusz üzemeltette.

## Története
A járat 2018. december 9-én indult egyes 787-es buszok meghosszabbításával.
A járat viszonylatszáma 2023. szeptember 1-én a 777-re változott.

## Megállóhelyei
| 0                             | Budapest, Kelenföld vasútállomás végállomás                         | 18 | 16 | 1, 19, 49 8E, 40, 40B, 40E, 53, 58, 87, 87A, 88, 88A, 101B, 101E, 108E, 141, 150, 150B, 153, 154, 172, 173, 187, 188, 188E, 250, 250B, 251, 251A, 251E, 272 689, 691, 710, 712, 715, 720, 722, 724, 725, 727, 732, 734, 735, 736, 760, 762, 763, 764, 767, 770, 775, 777, 778, 798, 799 S10 G10 S12 S30 Z30 S34 S35 S36 S40 G40 Z40 S42 Z42 G43 G44 IC, EC, EN, sebesvonat, gyorsvonat, expresszvonat, |
| ∫                             | Budapest, Kelenföld vasútállomás (Őrmező) (csak leszállás céljából) | 17 | ∫  | 8E, 40, 40B, 40E, 53, 58, 87, 87A, 88, 88A, 101B, 101E, 108E, 141, 150, 150B, 153, 154, 172, 173, 187, 188, 188E, 250, 250B, 251, 251A, 251E, 272 764 S10 G10 S12 S30 Z30 S34 S35 S36 S40 G40 Z40 S42 Z42 G43 G44 IC, EC, EN, sebesvonat, gyorsvonat, expresszvonat, |
| ∫                             | Budapest, Sasadi út (csak leszállás céljából)                       | 16 | ∫  | 8E, 40, 40B, 40E, 53, 87, 88, 88A, 108E, 139, 140, 140A, 150, 153, 154, 172, 173, 187, 188, 188E, 240, 272 764 1172, 1173, 1174, 1175, 1176, 1177, 1183, 1184, 1185, 1188, 1189, 1190, 1193, 1194, 1201, 1205, 1212, 1215, 1216, 1229, 1251, 1253, 1254, 1257, 1268 |
| Budapest közigazgatási határa |                                                                     |    |    | |
| 1                             | Zsámbék, autóbusz-forduló                                           | 15 | 15 | 770, 775, 777, 778, 783, 784, 785, 786, 787, 788, 789, 791, 795, 798, 799, 8423 1853 |
| 2                             | Zsámbék, Mányi út                                                   | 14 | 14 | 770, 775, 777, 784, 785, 786, 787, 8423 |
| 3                             | Zsámbék, Szomori elágazás                                           | 13 | 13 | 770, 775, 777, 784, 785, 786, 787, 8423 1853 |
| 4                             | Mány, Felsőörspuszta                                                | 12 | 12 | 770, 775, 777, 785, 786, 787, 8423 |
| 5                             | Szomor, Kakukkhegy                                                  | 11 | 11 | 770, 775, 777, 785, 786, 787, 8423 |
| 6                             | Szomor, autóbusz-váróterem                                          | 10 | 10 | 770, 775, 777, 785, 786, 787, 8422, 8423, 8541 1853 |
| 7                             | Gyermely, Községháza                                                | 9  | 9  | 770, 775, 777, 785, 786, 787, 8422, 8423, 8541 1853 |
| 8                             | Gyermely, Tésztagyár                                                | 8  | 8  | 777, 787, 8422, 8541 1853 |
| 9                             | Gyermely, Kabláspuszta                                              | 7  | 7  | 777, 787, 8422, 8541 |
| 10                            | Bajna, Juhhodály                                                    | 6  | 6  | 777, 787, 8422, 8541 |
| 11                            | Bajna, Csapási híd                                                  | 5  | 5  | 777, 787, 8422, 8541 |
| 12                            | Bajna, Híd                                                          | 4  | 4  | 777, 787, 8422, 8541 |
| 13                            | Bajna, faluközpont                                                  | 3  | 3  | 777, 787, 801, 8419, 8421, 8422, 8525, 8541, 8546 1853 |
| 14                            | Bajna, Újtelep                                                      | 2  | 2  | 777, 787, 8419, 8421, 8422, 8525, 8541, 8546 |
| 15                            | Nagysápi elágazás                                                   | 1  | 1  | 787, 8421, 8422, 8525, 8541, 8546 1853 |
| 16                            | Nagysáp, autóbusz-forduló végállomás                                | 0  | 0  | 787, 8421, 8422, 8525, 8541, 8546 1853 |